# ويليام برادبري
ويليام برادبري (بالإنجليزية: William Bradbury)‏ (1884 في المملكة المتحدة - 1966) هو لاعب كرة قدم بريطاني (وحمل سابقاً جنسية المملكة المتحدة لبريطانيا العظمى وأيرلندا) في مركز الوسط. لعب مع أولدهام أثلتيك وبورت فايل وستوك سيتي وسكونثورب يونايتد ونادي روتشديل وAberdare Athletic F.C. ‏ وBurton Town F.C. ‏.